# Gnathophausia scapularis
Gnathophausia scapularis är en kräftdjursart. Gnathophausia scapularis ingår i släktet Gnathophausia och familjen Lophogastridae. Inga underarter finns listade i Catalogue of Life.